# Bruce Ridge
Koordinaten: 60° 0′ S, 35° 0′ W
Der Bruce Ridge ist ein Tiefseerücken in der Scotiasee des Südlichen Ozeans. Er liegt östlich der Südlichen Orkneyinseln.
Namensgeber ist der schottische Polarforscher William Speirs Bruce (1867–1921). Das US-amerikanische Advisory Committee on Undersea Features (ACUF) bestätigte die Benennung im April 1967.